# Линдман, Арвид
Арвид Линдман (швед. Arvid Lindman, полное имя Salomon Arvid Achates Lindman; 19 сентября 1862 — 9 декабря 1936) — шведский контр-адмирал, промышленник и политик консервативного направления. Премьер-министр Швеции (дважды, в 1906—1911 и затем в 1928—1930 годах). На его два премьерских срока пришлись укоренение принципов парламентаризма.  Под давлением общественности в 1907 году провёл избирательную реформу, в 1911 при нём получили право избирать и быть избранными замужние женщины в местных муниципалитетах (с 1862 такое право имели только незамужние женщины).

## Биография
Родился в шведском городе Остербибрюк. Служил офицером флота (в 1907, уже находясь в резерве, получил звание контр-адмирала). Затем занимал ряд руководящих постов в компаниях. Занялся политикой с 1905 года, получив должность морского министра и одновременно являясь депутатом. Проводил политику подавления рабочего движения. В 1930-х воспротивился созданию молодёжных фашистских групп и настаивал на исключении их членов из собственной партии. В 1935 уступил лидерство более молодому политику, за что удостоился похвалы даже от своих принципиальных противников, включая лидера социал-демократов Пера Альбина Ханссона.
Погиб в авиакатастрофе. Самолёт KLM PH-AKL, исполнявший рейс из Лондона в Амстердам, 9 декабря 1936 года разбился при взлёте из аэропорта Кройдон.

## Личная жизнь
В 1888 сочетался браком с Анни Альмстрём. У них было трое детей. Приходился кузеном Алексу Линдману.

## См.также
- Всеобщая забастовка в Швеции (1909)